# Давидов Іван Дем'янович
Іван Дем'янович Давидов (18??, Армавір — 21 січня 1938, Київ) — радянський і партійний діяч. Начальник управління вищих шкіл Наркомпросу (1936), Ректор Київського державного університету (1937).

## Біографія
Народився в м. Армавір Краснодарського краю (Росія). Мав вищу педагогічну освіту. Працював учителем у школі. У 1920 році вступив до КП(б)У. В 30-х роках обіймав посаду завідувача обласним відділом народної освіти Сталінської області. У 1936 році переведений до Києва та призначений начальником управління вищих шкіл Народного комісаріату освіти, а з липня 1937 р. за сумісництвом — ректором Київського державного університету. У 1937/38 навчальному році було відкрито два факультети: юридичний та західних мов і літератури, організовано кафедру фізичної електроніки на фізико-математичному факультеті.
У листопаді 1937 р. було заарештовано наркома освіти В. П. Затонського, його заступника Г. М. Боданського та І. А. Хаїта, начальників управлінь А. А. Кобленця, Д. Д. Петруню та ін. 28 листопада 1937 р. був заарештований і Іван Дем'янович.
За вироком виїзної сесії військової колегії Верховного суду СРСР від 20 січня 1938 р. Івана Давидова було засуджено до вищої міри покарання — розстрілу. Вирок виконано в ніч на 21 січня 1938 року. У 1962 році посмертно реабілітований.